# Álvaro Sueiro Vilariño
Álvaro Sueiro Villarino (A Pobra de Trives, 12 de gener de 1892-Saragossa, 24 de gener de 1953) va ser un militar espanyol. Va arribar a prendre part en la guerra del Marroc i, dins del bàndol revoltat, en la Guerra Civil Espanyola.

## Biografia

### Carrera militar
Álvaro Sueiro Villarino va ingressar en la Acadèmia d'Infanteria en 1908, en la promoció següent a la de Franco. Després de graduar-se com a Segon Tinent en 1911, va estar destinat a Astúries, igual que altres futurs africanistes de la seva generació, com Franco, Camilo Alonso Vega, Miguel Campins Aura o Francisco Franco Salgado-Araujo. Molt ràpid va passar al Marroc, on combatria fins al final de les campanyes de pacificació.
En 1920, sent Capità, va ser un dels primers oficials del recentment creat Terç d'Estrangers (Legió Espanyola), on es va fer càrrec del comandament de la 6a Companyia de la II Bandera En 1926, ja Comandant, participà en el desembarcament d'Alhucemas.
Pels mèrits contrets durant la Campanya del Marroc va ser ascendit a Tinent Coronel (1927) i va rebre la Medalla Militar Individual (1929).
En 1927 és un dels membres de la comissió organitzadora de la Acadèmia General Militar, de la qual seria professor des de 1928 fins al seu tancament definitiu en 1931.
Després de la proclamació de la Segona República, Sueiro va ser un dels oficials els ascensos dels quals per mèrits de guerra van ser sotmesos a revisió. Finalment, el seu ascens a Tinent Coronel va ser confirmat en 1933.

### Guerra civil
Es va unir a l'alçament militar del 18 de juliol de 1936 i va ser un dels organitzadors de les forces revoltades a Aragó.
En 1937, sent ja coronel, va intervenir en els combats que van succeir a l'ofensiva republicana, comandament de la I Brigada de la 51a Divisió.
El novembre de 1937, amb l'ocupació de General de Brigada estampillat, és designat per manar la recentment creada 53.ª Divisió. Roman al comandament d'aquesta Divisió fins al final de la guerra i participa en la defensa del cap de pont de Balaguer, en els combats del Segre i Serós, i en la campanya final de Catalunya. En l'últim mes de guerra és ascendit a l'ocupació de General de Brigada efectiu.

### Postguerra
Després d'acabar la Guerra Civil la 53a Divisió va ser dissolta i el General Sueiro va passar a manar la 51a Divisió. En 1942 va ascendir a General de Divisió, continuant al capdavant de la 51a Divisió. En aquesta mateixa ocupació exerciria més tard el càrrec de Director General d'Ensenyament Militar. En 1949 va ascendir a Tinent General i va ser nomenat Capità General de la V Regió Militar. cupava aquest càrrec quan va morir el gener de 1953.

## El General Sueiro i Saragossa
- Quan era Capità General de Saragossa, es va crear el patronat de la Aljafería, amb l'objectiu de restaurar les estades històriques del que era llavors un aquarterament militar. El General Sueiro va recolzar que la part a restaurar se sostragués la caserna.[12]
- Durant cinquanta anys, un carrer del centre de Saragossa va portar el nom del General Sueiro. Des de 2009, el carrer es diu José María Lacarra Arxivat 2015-12-22 a Wayback Machine., en aplicació de la Llei de Memòria Històrica[13]
- És ensebollit a la cripta del Pilar.[14]